# Dariusz Malagowski
Dariusz Malagowski (ur. 21 marca 1970 w Łodzi) – polski piłkarz, grający na pozycji napastnika.

## Kariera
Grał w juniorach Widzewa Łódź. W 1988 rozpoczął seniorską karierę, występując w WKS Wieluń. Rok później przeszedł do Włókniarza Konstantynów Łódzki. W latach 1990–1992 reprezentował barwy Orła Łódź. Następnie przeszedł do Zawiszy Bydgoszcz. W barwach tego klubu rozegrał 18 spotkań w I lidze, w których strzelił trzy gole. W lipcu 1993 roku został zawodnikiem ŁKS Łódź, jednak rozegrał w tym klubie tylko jeden mecz i w styczniu 1994 roku został przetransferowany do GKS Bełchatów. Po zakończeniu sezonu wrócił do Orła Łódź. W klubie tym grał pół roku, przechodząc następnie do RKS Radomsko. W sezonie 1994/1995 wywalczył z radomszczańskim klubem awans do II ligi. Na drugoligowym szczeblu w barwach tego klubu Malagowski zagrał w 96 meczach, strzelając 24 bramki. W sierpniu 1998 roku został zawodnikiem Marko/WKS Wieluń. W sezonie 1999/2000 był graczem Unii Skierniewice. Karierę zakończył w 2000 roku w MKP Zgierz.

## Statystyki ligowe
| Sezon         | Klub              | Liga     | Mecze | Gole |
| ------------- | ----------------- | -------- | ----- | ---- |
| 1992/1993     | Zawisza Bydgoszcz | I liga   | 17    | 3    |
| 1993/1994 (j) | Zawisza Bydgoszcz | I liga   | 1     | 0    |
| 1993/1994 (j) | ŁKS Łódź          | I liga   | 1     | 0    |
| 1993/1994 (w) | GKS Bełchatów     | II liga  | 16    | 2    |
| 1994/1995 (j) | Orzeł Łódź        | III liga | ?     | ?    |
| 1994/1995 (w) | RKS Radomsko      | III liga | ?     | ?    |
| 1995/1996     | RKS Radomsko      | II liga  | 33    | 11   |
| 1996/1997     | RKS Radomsko      | II liga  | 30    | 7    |
| 1997/1998     | RKS Radomsko      | II liga  | 31    | 6    |
| 1998/1999 (j) | RKS Radomsko      | II liga  | 2     | 0    |
| 1998/1999     | Marko/WKS Wieluń  | III liga | ?     | ?    |
| 1999/2000     | Unia Skierniewice | III liga | ?     | ?    |